# Casper Van Dien

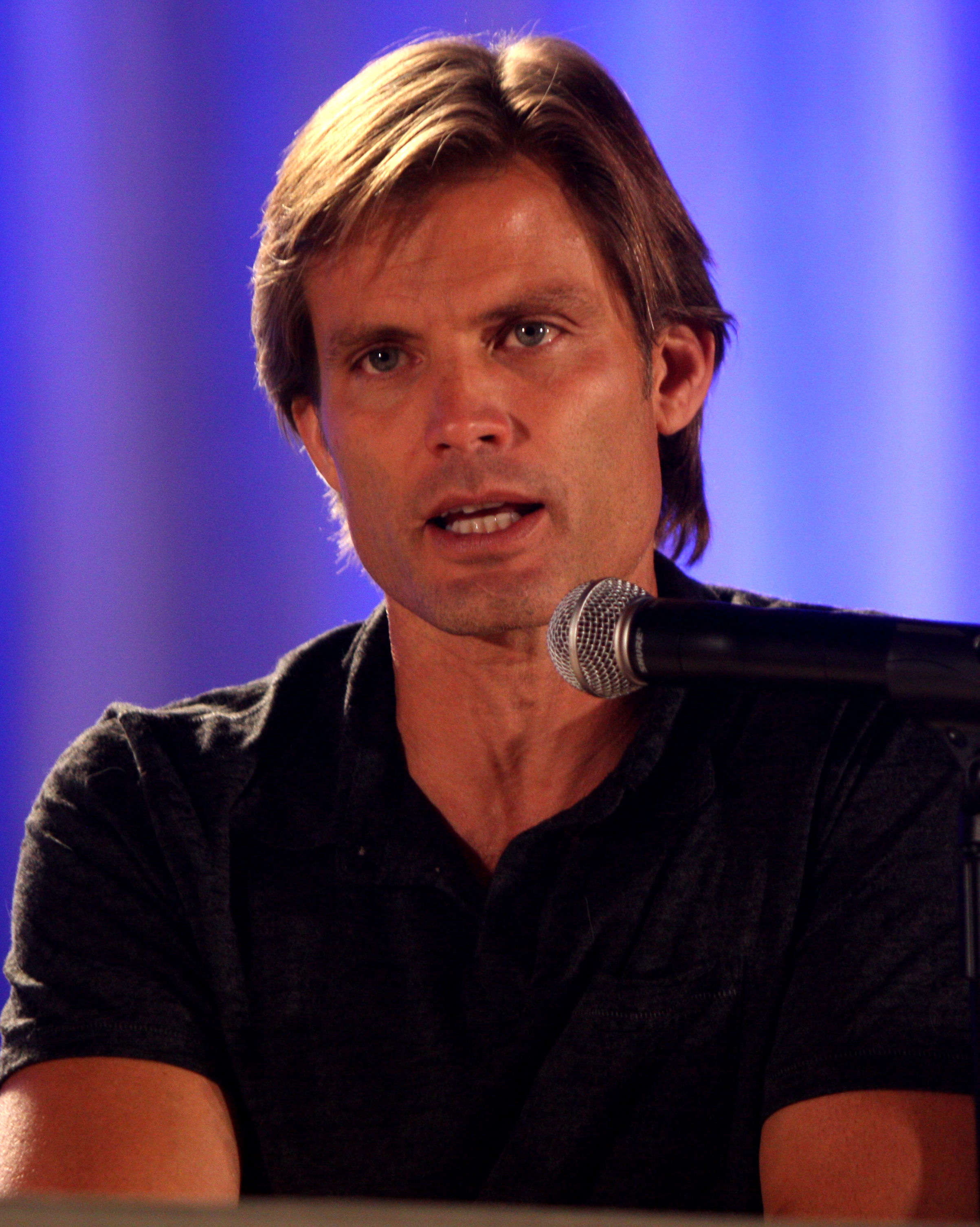
Casper Van Dien w maju 2012 r.

Casper Van Dien, właśc. Casper Robert Van Dien Jr. (ur. 18 grudnia 1968 w Milton) – amerykański aktor, producent i reżyser telewizyjny i filmowy.

## Życiorys

### Wczesne lata
Urodził się w Milton na Florydzie jako jedyny syn Diane (z domu Morrow), zasłużonej nauczycielki żłobka, i Caspera Roberta Van Diena Seniora (ur. 1932), komandora Amerykańskiej Marynarki Wojennej. Wychowywał się z trzema siostrami; dwiema rodzonymi – starszą Sudi (ur. 26 maja 1966) i młodszą Kristin (ur. 1970) i jedną przyrodnią Debbie (ur. 1954). Jego rodzina ma korzenie holenderskie, angielskie, francuskie, szwedzkie i indiańskie. Dorastał w Ridgewood, w stanie New Jersey. Kiedy miał 17 lat, została opublikowana jego poezja. Podobnie jak jego obydwaj dziadkowie – Casper Anson Van Dien i William Morrow, którzy byli wojskowymi marynarki morskiej, w 1988 ukończył Admiral Farragut Academy w St. Petersburg (Floryda) ze stopniem trzeciego komandora. Następnie podjął studia na Uniwersytecie Stanowym Florydy w Tallahassee.

### Kariera
Po przyjeździe do Los Angeles trafił na mały ekran i otrzymał rolę strażnika w czarnej komedii telewizyjnej Przepis dla mordercy (Menu for murder, 1990) z Morgan Fairchild. Niedługo potem można go było dostrzec w operach mydlanych ABC – Dzień za dniem (Life goes on, 1992), Tylko jedno życie (One Life to Live, 1993-94) i Beverly Hills, 90210 (1994). Wystąpił także gościnnie w serialu CBS Doktor Quinn (Dr. Quinn, Medicine Woman, 1994) i sitcomie Fox Broadcasting Company Świat według Bundych (Married... with Children, 1995).
Jego kariera na kinowym ekranie została zapoczątkowana rolą żołnierza elitarnej jednostki wojskowej, przygotowującej do ostatecznej rozgrywki z krwiożerczymi robalami z kosmosu w widowiskowym thrillerze sci-fi Paula Verhoevena Żołnierze kosmosu (Starship Troopers, 1997). Za rolę był nominowany do nagrody Blockbuster Entertainment. Następnie został wybrany do roli dwudziestego z kolei w historii kina Tarzana w sensacyjno-przygodowym Tarzan i Zaginione Miasto (Tarzan and the Lost City, 1998). W dramacie sensacyjnym Kod Omega (The Omega Code, 1999) zagrał eksperta od teologii i mitologii, absolwenta Uniwersytetu Cambridge, który musi się zmierzyć ze słowami zwiastującymi koniec świata. W serialu NBC Wybrańcy fortuny (Titans, 2000–2001) wcielił się w postać podłego syna właściciela potężnej firmy produkującej samoloty.

## Życie prywatne
W 1993 roku poślubił aktorkę Carrie Mitchum, wnuczką legendarnego aktora Roberta Mitchuma, z którą ma syna Caspera „Cappy” Roberta (ur. 23 września 1993) i córkę Caroline Dorothy Grace (ur. 15 października 1996). Jednak w 1996, krótko po wspólnym występie w filmie telewizyjnym James Dean: Wyścig z przeznaczeniem (James Dean:Race with destiny) doszło do separacji, a w 1997 rozwiódł się. W dniu 8 maja 1999 w Las Vegas ożenił się po raz drugi z aktorką Catherine Oxenberg. Zostali rodzicami dwóch córek – Anandy Mayi (ur. 20 września 2001) i Celeste Almy (ur. 3 października 2003). Został także ojczymem Indii Oxenberg. Lecz po 16 latach małżeństwa, we wrześniu 2015 roku rozwiódł się. W czerwcu 2018 poślubił Jennifer Wenger.

## Filmografia

### Filmy fabularne
| Rok  | Tytuł filmu                                                               | Rola                                         | Reżyseria                   |
| ---- | ------------------------------------------------------------------------- | -------------------------------------------- | --------------------------- |
| 1997 | Kacper II: Początek Straszenia (Casper: A Spirited Beginning)             | Świadek                                      | Sean McNamara               |
| 1997 | Żołnierze kosmosu (Starship Troopers)                                     | Johnny Rico                                  | Paul Verhoeven              |
| 1998 | Tarzan i Zaginione Miasto (Tarzan and the Lost City)                      | Tarzan / John Clayton                        | Carl Schenkel               |
| 1998 | Kacper i Wendy (Casper Meets Wendy)                                       | krótko ścięty przystojniak                   | Sean McNamara               |
| 1999 | Kod Omega (The Omega Code)                                                | Gillen Lane                                  | Robert Marcarelli           |
| 1999 | Jeździec bez głowy (Sleepy Hollow)                                        | Brom Van Brunt                               | Tim Burton                  |
| 2000 | Mordercza obsesja (Sanctimony)                                            | Tom Gerrick                                  | Uwe Boll                    |
| 2002 | Żyć szybko, umierać młodo (The Rules of Attraction)                       | Patrick Bateman, brat Seana (scena usunięta) | Roger Avary                 |
| 2004 | Co w trawie piszczy? (What the #$*! Do We (K)now!?, film krótkometrażowy) | Romantyczny Moritz                           | William Arntz, Betsy Chasse |
| 2007 | Żołnierze kosmosu 3: Grabieżca (Starship Troopers: Marauder)              | Johnny Rico                                  | Edward Neumeier             |
| 2011 | Urodzony motocyklista                                                     | Mike Callahan                                | James Fargo                 |
| 2012 | Krocząc wśród cieni (Noobz)                                               | Casper Van Dien                              | Blake Freeman               |
| 2012 | Shiver                                                                    | Detektyw Delgado                             | Julian Richards             |

### Filmy TV
| Rok  | Tytuł filmu                                                        | Rola                     |
| ---- | ------------------------------------------------------------------ | ------------------------ |
| 1990 | Przepis dla mordercy (Menu for murder)                             | Strażnik                 |
| 1995 | Autostrada nr 1 (P.C.H.)                                           | Stacey                   |
| 1996 | Nocne oczy 4 (Night Eyes 4)                                        | Roy                      |
| 1996 | Władca zwierząt 3 (Beastmaster III: The Eye of Braxus)             | Król Tal                 |
| 1996 | Miłosne uwagi (Backroads to Vegas)                                 | Adam                     |
| 1996 | Orbita strachu (Lethal Orbit)                                      | Tom Corbett              |
| 1996 | Kolonia (The Colony)                                               |                          |
| 1997 | Krzyk w nocy (NightScream)                                         | Teddie / Ray Jr. Ordwell |
| 1997 | James Dean: Wyścig z przeznaczeniem (James Dean:Race with destiny) | James Dean               |
| 1998 | Wampy (Modern Vampires)                                            | Dallas                   |
| 1998 | Na granicy (On the Border)                                         | Jake Barnes              |
| 1999 | Bestie z morza (Shark Attack)                                      | Steven McKray            |
| 1999 | Windykatorzy (The Collectors)                                      | A.K.                     |
| 1999 | Łowcy wrażeń (The Time Shifters)                                   | Tom Merrick              |
| 2000 | Piątkowa nocna randka (A Friday Night Date)                        | Jim Travis               |
| 2000 | Wspólnicy (Partners)                                               | Drifter                  |
| 2000 | Wypiąć się (Cutaway)                                               | sierżant Delmira         |
| 2000 | Pyton (Python)                                                     | Bart Parker              |
| 2001 | Tropiciel (The Tracker)                                            | Connor Spears            |
| 2001 | Powrót (Going Back)                                                | Kapitan Ramsey           |
| 2001 | W pogoni za przeznaczeniem (Chasing Destiny)                       | Bobby Moritz             |
| 2001 | Zagłada z głębin (Danger Beneath the Sea)                          | komandor Miles Sheffield |
| 2002 | Zabójczy plik (The Vector File)                                    | Gerry                    |
| 2002 | Zabójczy plik (The Vector File)                                    | Gerry                    |
| 2003 | Skok na kasyno (Windfall)                                          | Ice Logan                |
| 2003 | Big Spender                                                        | Eddie Burton             |
| 2004 | Skeleton Man                                                       | Sierżant sztabowy Oberon |
| 2004 | Terror na pokładzie (Maiden Voyage: Ocean Hijack)                  | Kyle Considine           |
| 2005 | Stróże prawa (Officer Down)                                        | Oficer Philip Gammon     |
| 2005 | Hollywood leci (Hollywood Flies)                                   | Zach                     |
| 2005 | Stróże prawa (Officer Down)                                        | Oficer Philip Gammon     |
| 2005 | Przeczucie zbrodni (Premonition)                                   | Jack Barnes              |
| 2005 | Po stronie brata (Personal Effects)                                | Chris Locke              |
| 2005 | Polegli jedni (The Fallen Ones)                                    | Matt Fletcher            |
| 2006 | Dni destrukcji (Meltdown)                                          | Tom                      |
| 2006 | Klątwa Tutenchamona (The Curse of King Tut’s Tomb)                 | Danny Freemont           |
| 2006 | Zabójca (Slayer)                                                   | Hawk/Łupieżca            |
| 2006 | Weteran (The Veteran)                                              | Kapitan Ramsey           |
| 2008 | Maska ninja / Mask of the Ninja                                    | Jack Barrett             |
| 2014 | Fire Twister                                                       | Scott                    |
| 2015 | Sharktopus vs. Whalewolf                                           | Ray                      |

### Seriale TV
| Rok       | serial TV                                              | Rola                      |
| --------- | ------------------------------------------------------ | ------------------------- |
| 1991      | Byle do dzwonka (Saved by the Bell)                    | Student                   |
| 1991      | Niebezpieczna kobieta (Dangerous Women)                | Brad Morris               |
| 1992      | Dzień za dniem (Life Goes On)                          |                           |
| 1992      | Student pierwszego roku sali sypialnej (Freshman Dorm) | Zack Taylor               |
| 1993      | Zwariowana rodzinka Webberów (The Webbers)             | Chłopak Mirandy           |
| 1993-94   | Tylko jedno życie (One Life to Live)                   | Tyler ‘Ty’ Moody          |
| 1994      | Doktor Quinn (Dr. Quinn, Medicine Woman)               | Jesse                     |
| 1994      | Beverly Hills, 90210                                   | Griffin Stone             |
| 1995      | Świat według Bundych (Married... with Children)        | Eric Waters               |
| 1995      | Jedwabne pończoszki (Silk Stalkings)                   | Roger Barrows             |
| 1997      | Po tamtej stronie (The Outer Limits)                   | Jake Miller               |
| 2000–2001 | Wybrańcy fortuny (Titans)                              | Chandler Williams         |
| 2004      | The Tony Danza Show                                    |                           |
| 2004      | Rock Me Baby                                           | Michael                   |
| 2006–2007 | Zaopiekuj się mną (Watch Over Me)                      | Andre Forester            |
| 2008      | Detektyw Monk (Monk)                                   | porucznik Steven Albright |
| 2009      | Detektyw Monk (Monk)                                   | porucznik Steven Albright |
| 2011      | Femme Fatales                                          | Joe Hallenback            |
| 2013      | Mortal Kombat: Legacy                                  | Johnny Cage               |

### Gry komputerowe
| Rok  | film fabularny/serial TV                | Rola              |
| ---- | --------------------------------------- | ----------------- |
| 1995 | Wing Commander IV: The Price of Freedom | Confed Pilot #3   |
| 2005 | Starship Troopers                       | Generał John Rico |